# Rio São Tomé (Minas Gerais)
O rio São Tomé é um curso de água do estado de Minas Gerais, Brasil, que percorre os municípios de Machado (onde fica a nascente, no bairro de Serra Escura), Serrania e Alfenas, sendo uma sub-bacia da bacia de Furnas.

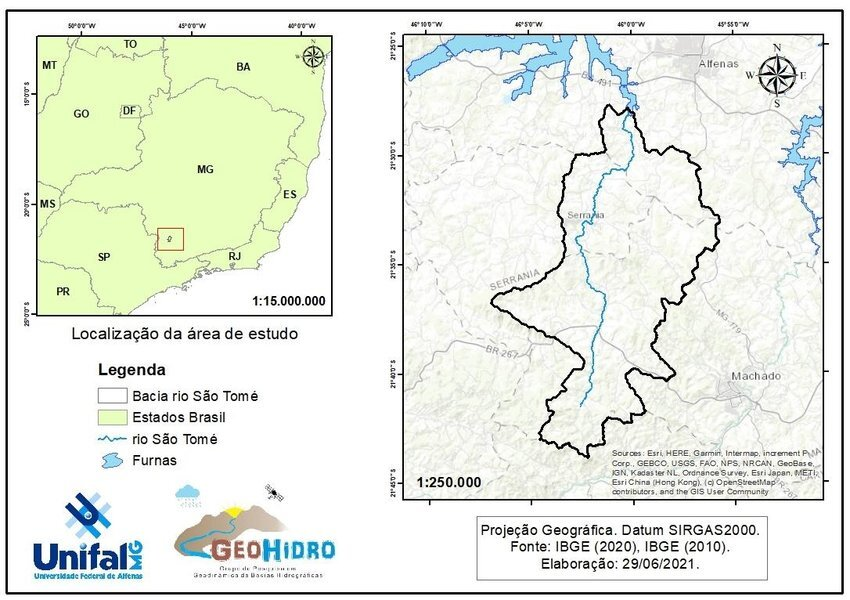
Localização da bacia do rio São Tomé.

Na cidade de Alfenas, os moradores locais do bairro São Tomé, apelida como o rio das almas. Os moradores da margem do rio conta que o apelidos dado é devido a sua forte fluência forte, por apresentar vários locais de águas fundas, mesmo tendo um margem curta e de difícil nadar, trazendo assim vários relatórios de afogamento no rio.

Nas décadas passadas o rio também foi utilizado na extração de areia, o sub produtos era tirados do rio por moradores ribeirinhos que utilizava a extração de areia manual com canoas feita de madeiras. A área era retirado do rio e vendida como fonte de renda de alguns moradores no ponto onde hoje é conhecido como bairro Santomé em Alfenas. Nós dia atuais a extração de areia, além de perigoso, é uma atividade que depende de severas autorizações de autoridades, podendo até ser caracterizada como exploração ambiental ilegal.
No dias atuais o rio São Tomé é fonte de turismos, principalmente para as pessoas que buscam a pesca não esportiva. O rio possui uma riqueza em peixes de variedade local, chamando assim a atenção de varias pessoas que gosta da atividade. O rio também conta com a presença de capivaras, que fazem de suas margens, mais reservadas, como suas moradas e procriação.

## Hístórico
Do São Tomé a Copasa, capta a àgua para o abastecimento da cidade de Serrania, desde 1979.
Em 1983, foi concluída uma ponte ligando os municípios de Machado e Serrania, iniciada em 1967.
Em 21 de março de 2006 a aeronave Cessna 182 P - PT-JUM, particular, realizou um pouso forçado no leito do rio, submergindo em seu leito, mas sem vítimas fatais.
A preservação de sua bacia, diagnóstico ambiental, antrópico e geomorfológico são feitos através de um projeto de extensão da Unifenas em convênio com as três prefeituras que integram a bacia do São Tomé.